# ادواردو لارا
ادواردو لارا (اسپانیایی: Eduardo Lara‎؛ زادهٔ ۴ سپتامبر ۱۹۵۹) مربی فوتبال اهل کلمبیا است.